# فيليب تسيلر
فيليب تسيلر (بالألمانية: Philipp Zeller)‏ هو لاعب هوكي الحقل ألماني، ولد في 23 مارس 1983 في ميونخ في ألمانيا.

## وصلات خارجية
- فيليب زيلر على موقع الاتحاد الدولي للهوكي (الإنجليزية)
- فيليب زيلر على موقع اللجنة الأولمبية الدولية (الإنجليزية)
- فيليب زيلر على موقع أوليمبيديا (الإنجليزية)
- فيليب زيلر على موقع اللجنة الأولمبية الألمانية (الألمانية)